# Neomarius gandolphii
Neomarius gandolphii là một loài bọ cánh cứng trong họ Cerambycidae.